# Monika Walczak
Monika Walczak (ur. 1969)  – polska filozofka, dr hab. nauk humanistycznych, profesor nadzwyczajny Katedry Metodologii Nauk Katolickiego Uniwersytetu Lubelskiego, dziekan Wydziału Filozofii KUL.

## Życiorys
Odbyła studia na Wydziale Teologii, a także na Wydziale Filozofii Katolickiego Uniwersytetu Lubelskiego. 17 października 2001 uzyskała doktorat za pracę pt. Racjonalność nauki. Studium epistemologiczno-metodologiczne, 17 czerwca 2013 habilitowała się na podstawie pracy zatytułowanej Wgląd i poznanie. Epistemologia Bernarda J. F. Lonergana. Objęła funkcję adiunkta w Instytucie Filozofii oraz dziekana na Wydziale Filozofii Katolickiego Uniwersytetu Lubelskiego Jana Pawła II.
Piastuje stanowisko profesora nadzwyczajnego Katedrze Metodologii Nauk w Katolickim Uniwersytecie Lubelskim.

## Publikacje
- 1994: Filozofia i metoda[1]
- 2003: Międzynarodowy Kongres Hermeneutyki "Between the human and the divine: philosophical and theological hermeneutics", 5-10 maja 2002 r.[4]
- 2018: O przedmiocie metodologii nauk : na marginesie książki Zygmunta Hajduka Struktury metodologiczne w nauce – słowa kluczowe filozofii nauki[5]